# Farias
I Farias sono un gruppo musicale pop italo-argentino, composto dai fratelli Edelmiro Gustavo (in arte Kutral) e Justo Argentino (in arte Nahuel), originari della Patagonia in Argentina e residenti in Italia dal 1993. Vanta una partecipazione alla seconda edizione di X Factor.

## Storia

### Primi anni eTe siento mucho(1990-2008)
Nel 1990, insieme agli altri due fratelli Walter e Raul, i Farias incidono il primo lavoro discografico in musicassetta Alma y pasión, prodotto e distribuito dal ministero di arte e cultura di Rio Negro Argentina. Nel 1995, con la RCA, producono il primo singolo inedito Pajarito e i ragazzi dell'estate, sigla del programma tv Telecamere a richiesta. Nel 1997, con la EMI, arriva il primo album di 12 brani intitolato Te siento mucho e partecipano al trentaquattresimo Festivalbar, per la prima volta, con il brano Te siento mucho. Producono per Natalia Estrada il brano Bananas y Frambuesas. Nello stesso anno insieme ad Enrico Montesano, realizzano la sigla Vamos en Italia della trasmissione tv su Rai1 “Fantastico13”.
Nel 1998 partecipano al Festivalbar con il brano Baila, baila, baila esibendosi tra Capoliveri, all'Elba, e Lignano Sabbiadoro. Collaborano e producono per Natalia Estrada il brano Chiquita bom, bom EMI. Tra il 1998 e il 1999 scrivono e collaborano ancora per Natalia Estrada all'album Quiero cantar.
Nel 1998, insieme ad artisti italiani come Lucio Dalla, Mina, Ornella Vanoni, Fiorello, Branduardi, Stadio, incidono il brano Scende la pioggia per l'album InnaMorandi prodotto da EMI.

### Pasión y fuego(2000-2008)
Nel 2000 collaborano con Gigi D'Alessio nell'album Quando la mia vita cambierà nel brano Como suena el corazòn. Nel 2001 e 2002 continua la collaborazione con Gigi D'Alessio per l'album Il cammino dell'età nei brani Mon amour e Bum Bum, e nell'album Uno come te nel brano Mi vida.
Nel 2004 scrivono e producono l'album Pasiòn y fuego.
Nel 2005 scrivono per Anna Tatangelo il brano Sotto un cielo di stelle per l'album Ragazza di periferia.
Sempre nel 2005 i Farias producono il singolo Popea per la compilation Superestate Latina.
Nel 2006 esce l'album Soy chehuen, disco che richiama il sound etnico della Patagonia.
Nel 2008 collaborano ancora con Anna Tatangelo per l'album Nel mondo delle donne con il brano Quando arriva, arriva.

### Partecipazione a XFactor eLa Mentirosa(2009)
Nel 2009 partecipano alla seconda edizione del talent show musicale XFactor su Rai2, diventando il gruppo rivelazione dell'anno; il gruppo seguito da Mara Maionchi e si fa conoscere dal grande pubblico italiano e latino americano; si confrontano con nuovi generi e con nuove lingue. Incidono tre cover per le tre compilation di X Factor: "Bocca di rosa", "Quando nasce un amore" e "Last Christmas” prodotto da Sony Music. Nello stesso anno c'è l'allontanamento dal gruppo dei due fratelli più grandi, Walter e Raul, che intraprendono la carriera da solisti.
Sempre nel 2009 incidono l'album La mentirosa prodotto da Sony Music.

### Espina y Rosa(2010-2012)
Nel 2010 incidono l'album Espina y rosa con cui entrano nella top 50 dei music digital download Fimi/Nielsen. Nel 2012 ricevono il Premio Disco d'Oro al gruppo latino più venduto e richiesto dal circuito delle 100 radio migliori d'Italia. In questi anni partecipano a numerosi eventi e concerti in Italia.

### Attualità
Nell'estate del 2013 lanciano il singolo Vive el ritmo de la vida e producono un secondo singolo Jurame che resta per 14 settimane al primo posto nella classifica internazionale dei prodotti del momento in brani di Amazon.Mp3. Concludono l'anno 2013 con il terzo singolo “È Natale ancora”, in versione spagnola “Hoy es Navidad” che si colloca al primo posto della classifica dei prodotti del momento in brani di Amazon.Mp3.
Nel 2014 con il brano Jurame ricevono il Premio Disco di Argento, premio consegnato dalla REA (Radiotelevisioni Europee Associate) per il brano latino più scaricato in Italia e richiesto sul circuito nazionale delle 100 Radio e le 100 Tv.
Sempre nel 2014 scrivono la canzone Dai confini del mondo (Desde el fin del mundo) per Papa Francesco Bergoglio, che incontreranno il 16 aprile 2014 nella piazza San Pietro della Città del Vaticano, Roma.
In quest'anno ricevono il Premio alla Carriera Artistica con riconoscimento al contributo e allo sviluppo culturale, sportivo e sociale della regione, nel 235º anniversario delle città di Viedma e Patagones. Premio consegnato dal Governatore della Provincia di Rio Negro Argentina, Alberto Weretilneck, insieme al Sindaco della città di Viedma, José Luis Foulkese, e il Sindaco della città di Carmen de Patagones, Ricardo Curetti.

### Partecipazioni televisive e media
In TV partecipano al Festivalbar 1997 e 1998. Partecipano e arrivano alle finali del Talent Show musicale X Factor nel 2009. Nel corso degli anni sono ospiti nelle trasmissioni tv: Video Italia, Sanremo Estate, Miss Italia nel mondo, Stasera pago io, Maurizio Costanzo Show, Domenica in, Carràmba! Che sorpresa, Buona Domenica, Quelli che il calcio, Super, Torno sabato, La vita in diretta, Una serata... Bella,  Sette per uno, Moda mare a Positano, Campioni di ballo, Trenta ore per la vita, Festa del disco, Una voce per l'Europa,  Sotto l'albero, Premio Ischia di giornalismo, Viva Napoli, Telecamere a richiesta, Cugino & cugino e diverse serie televisive.

## Discografia

### Album
- 1990 - Alma y Pasiòn
- 1997 - Te siento mucho
- 2004 - Pasion y fuego
- 2006 - Soy chehuen
- 2009 - La Mentirosa
- 2010 - Espina y Rosa

### Singoli
- 1997 - Te siento mucho
- 1998 - Baila, baila, baila
- 2005 - Popea
- 2013 - Vive el ritmo de la vida
- 2013 - Jurame
- 2013 - È Natale ancora (Hoy es Navidad)
- 2014 - Dai Confini Del Mondo (Desde El Fin Del Mundo)

### Apparizioni in raccolte
- 1998 - Scende la pioggia (presente in InnaMorandi Compilation 1998)
- 2005 - Popea (presente in Superestate Latina Compilation 2005)
- 2009 - Bocca di rosa (presente in XFactor Anteprima Compilation 2009)
- 2009 - Quando nasce un amore (presente in XFactor Finale Compilation 2009)
- 2009 - Last Christmas (presente in XFactor Christmas Album 2009)